# Kacujoši Šintó
Kacujoši Šintó (* 15. září 1960) je bývalý japonský fotbalista.

## Klubová kariéra
Hrával za Mazda, Urawa Reds, Bellmare Hiratsuka.

## Reprezentační kariéra
Kacujoši Šintó odehrál za japonský národní tým v letech 1987–1990 celkem 15 reprezentačních utkání.

## Statistiky
| Japonsko | Japonsko | Japonsko |
| Roky     | Záp.     | Góly     |
| -------- | -------- | -------- |
| 1987     | 2        | 0        |
| 1988     | 3        | 0        |
| 1989     | 8        | 1        |
| 1990     | 2        | 0        |
| Celkem   | 15       | 1        |